# Nothobranchius ocellatus
Nothobranchius ocellatus är en fiskart som först beskrevs av Seegers, 1985.  Nothobranchius ocellatus ingår i släktet Nothobranchius och familjen Nothobranchiidae. IUCN kategoriserar arten globalt som otillräckligt studerad. Inga underarter finns listade i Catalogue of Life.